# Scipopus furcifer
Scipopus furcifer är en tvåvingeart som beskrevs av Willi Hennig 1934. Scipopus furcifer ingår i släktet Scipopus och familjen skridflugor.
Artens utbredningsområde är Belize. Inga underarter finns listade i Catalogue of Life.